# Jair Lynch
Jair Lynch (n. 2 octombrie 1971, Amherst, Massachusetts, SUA) este un gimnast artistic ce a reprezentat Statele Unite ale Americii, medaliat olimpic. A participat la 2 ediții ale Jocurilor Olimpice (1992, 1996) în care a câștigat o medalie de argint.